# Larré (Morbihan)
Larré (Gallo Laré, bretonisch Lare) ist eine französische Gemeinde mit 1.102 Einwohnern (Stand 1. Januar 2022) im Département Morbihan in der Region Bretagne.

## Geografie
Larré liegt rund 20 Kilometer nordöstlich von Vannes im Osten des Départements Morbihan.
Nachbargemeinden sind Le Cours im Norden, Molac im Nordosten, Questembert im Südosten und Süden, La Vraie-Croix im Süden und Südwesten sowie Elven im Westen. 

## Bevölkerungsentwicklung
| Jahr                       | 1962 | 1968 | 1975 | 1982 | 1990 | 1999 | 2006 | 2012 | 2019 |
| Einwohner                  | 629  | 635  | 554  | 587  | 649  | 639  | 733  | 969  | 1067 |
| Quellen: Cassini und INSEE |      |      |      |      |      |      |      |      |      |

## Sehenswürdigkeiten

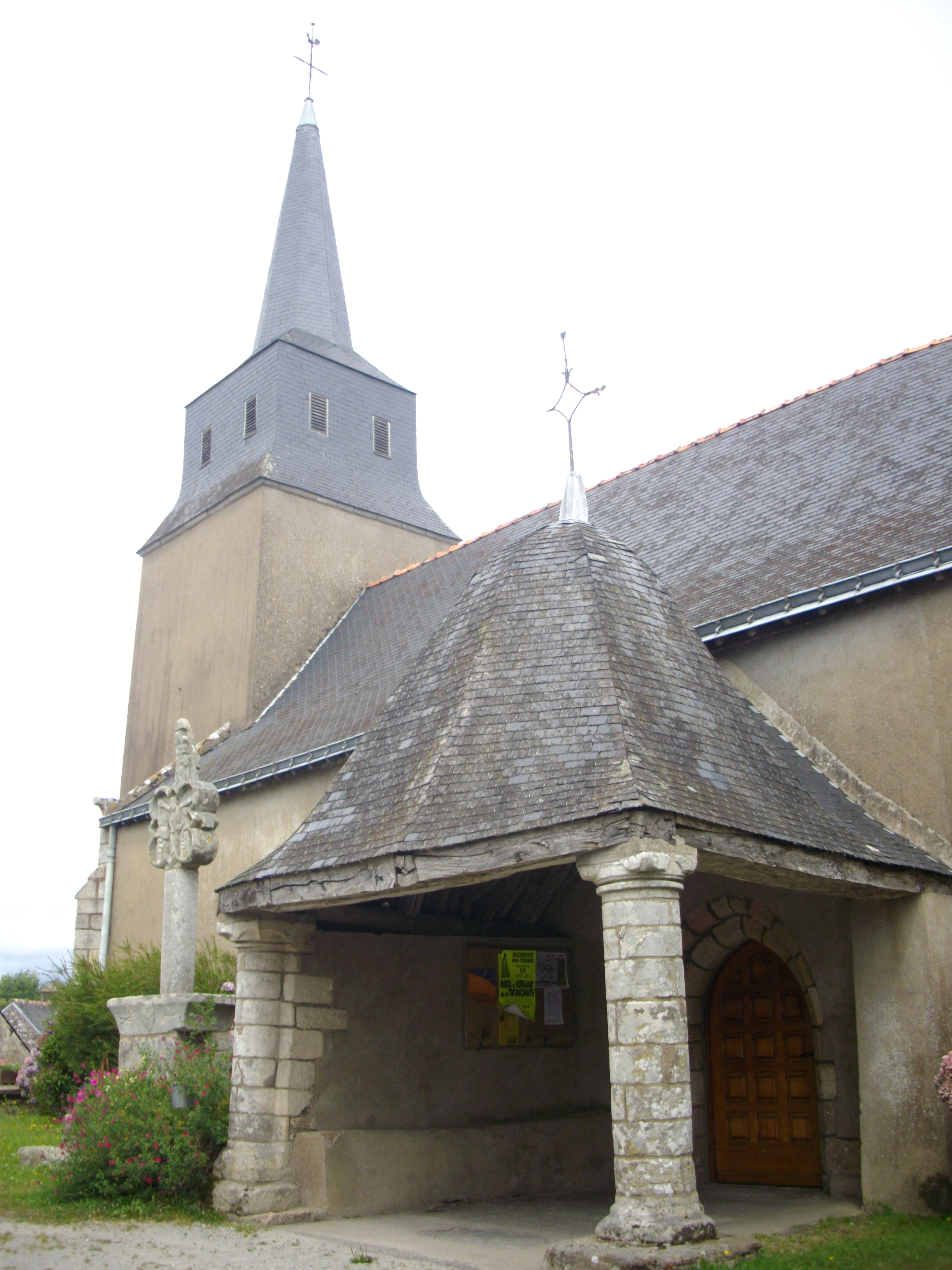
Kirche Saint-Aignan

- Kirche Saint-Aignan